# Продзагони

Продзагін в Україні у 1919 році

Продзагони (продовольчі загони) — озброєні команди, створювані радянською владою з робітників в період воєнного комунізму для конфіскації зерна в селян.

## Історія
Продзагони були створені народним комісаріатом продовольства РСФРР на підставі декрету Всеросійського ЦВК від 27 травня 1918 р. Діяли разом із комітетами бідноти, а в разі необхідності — з підрозділами Червоної армії як надзвичайні органи народного комісаріату продовольства РСФРР по заготівлі хліба в рамках декрету Всеросійського ЦВК «Про надання Народному комісаріату продовольства надзвичайних повноважень у боротьбі із сільською буржуазією, яка переховує хлібні запаси і спекулює ними» від 18 травня 1918 р. Декрет забороняв селянам виходити із власним зерном на вільний ринок і зобов'язував їх продавати хліб тільки державі. Фактично ж ішла мова не про продаж, а про здавання хліба, тому що державні розцінки багаторазово поступалися ринковим цінам і не компенсували селянам витрат виробництва. Оскільки селяни не бажали визнавати за державою права на фактичну конфіскацію їхньої продукції, радянська влада доручила реалізацію декрету про хлібну монополію робітничим продзагонам.

Торкаючись запровадження державної хлібної монополії, В.Ленін 27 червня 1918 р. в доповіді на конференції профспілок і фабрично-заводських комітетів Москви так роз'яснював її значення для селянина: 
|  | Хлібна монополія, але треба подумати про те, що це означає. Це означає, що всі надлишки хліба належать державі; це означає, що ні один пуд хліба, який не потрібен для підтримання його сім'ї і худоби, не потрібен йому для посіву, — що всякий зайвий пуд хліба повинен відбиратися в руки держави. |

 Отже, мова йшла не про вказану в назві декрету міфічну «сільську буржуазію», а про «відбирання надлишків хліба» в селянина, тому що держава оголосила їх своєю власністю.

Організований у РСФРР влітку 1918 р. похід робітничих продзагонів вважався надзвичайним заходом. Більшовики оголосили тоді власністю держави тільки «надлишки» хліба, не визначаючи їх кількісних характеристик. Незабаром, однак, наступ на село продовжився. 11 січня 1919 р. з'явився декрет Всеросійського ЦВК про хлібну і фуражну розкладку. Він перетворював запроваджену декретом від 18 травня 1918 р. хлібну монополію з надзвичайного заходу на постійно діючу норму взаємовідносин між містом і селом. Визначаючи на Всеросійській нараді продовольчих працівників у січні 1919 р. різницю між продподатком (тобто відрахуванням завчасно встановленої кількості хліба державі) і продрозкладкою, заст. нар. комісара продовольства РСФРР М.Брюханов пояснив, що саме влада вважає «надлишком»: 
|  | Розкладка, подана на волость, уже сама по собі є визначенням лишків. |

 Відповідний циркуляр від імені ЦК РКП(б) був надісланий на адресу всіх губернських комітетів партії. Тобто, розмір конфіскації нічим не обмежувався і не зобов'язувалось залишати життєвий мінімум.

Продрозкладка 1919—1920 рр. в Росії і Україні стягувалася вже не робітничими продзагонами, а державним силовим апаратом, хоча створювані з цією метою рухомі команди нерідко складалися з робітників, які набули досвід роботи в продзагонах.

З введенням нової економічної політики (НЕП) у 1921 р. продзагони припинили своє існування.

## Вплив
Діяльність продзагонів стала «спусковим гачком» низки селянських заворушень на всій території, підконтрольній більшовикам. При цьому в роки громадянської війни саме продзагони дозволили забезпечити продовольством Червону армію та частину жителів великих міст.

## Цікаві факти
Голова «Народної судової палати» Третього Рейху Роланд Фрайслер, перебуваючи в Росії в 1918—1920 рр., був членом РКП (б) і служив комісаром продзагону.